# Yisela Cuesta
Yisela Cuesta (Quibdó, Chocó, 27 de septiembre de 1991) es una futbolista colombiana. Juega en la posición de delantera en Atlético Nacional de la Liga Profesional Femenina de Fútbol de Colombia. Ha sido internacional con la selección nacional de Colombia.

## Carrera

### Selección nacional
Ha representado a Colombia en la Copa Mundial Femenina de Fútbol de 2015 en Canadá, así como en la Copa América Femenina 2018.

#### Goles internacionales
| No. | Fecha               | Sede                                                    | Rival                | Marcador | Resultado | Competición            |
| --- | ------------------- | ------------------------------------------------------- | -------------------- | -------- | --------- | ---------------------- |
| 1   | 17 de marzo de 2015 | Estadio General Santander, Cúcuta, Colombia             | Bandera de Venezuela | 3–0      | 3–0       | Amistoso internacional |
| 1   | 4 de abril de 2019  | Complejo deportivo de la Federación Peruana, Lima, Perú | Bandera de Perú      | 2–0      | 2–0       | Amistoso internacional |

### Clubes
| Club                   | País     | Año           |
| ---------------------- | -------- | ------------- |
| Formas Íntimas         | Colombia | 2010-2016     |
| Envigado F.C.          | Colombia | 2017-2018     |
| Independiente Medellín | Colombia | 2019          |
| Junior de Barranquilla | Colombia | 2020          |
| Atlético Nacional      | Colombia | 2021          |
| Atlético Mineiro       | Brasil   | 2022          |
| Ferroviária            | Brasil   | 2023          |
| Atlético Nacional      | Colombia | 2024-presente |

## Palmarés

### Títulos internacionales
| Título               | Equipo                         | Sede | Año  |
| -------------------- | ------------------------------ | ---- | ---- |
| Juegos Panamericanos | Selección femenina de Colombia | Perú | 2019 |